# Ruta A-31
A Ruta A-31 é uma rota regional primária que se encontra no norte de Chile na Região de Arica e Parinacota. Em seu percurso de 164,3 km, une a rota 5 Pan-americana e Arica com os poblados pré-altiplánicos localizados ao sul de Putre, como Tignamar, Belén e Chapiquiña.
É um caminho sinuoso, com seu traçado totalmente ripiado e com existência de pontes sobre rios em badenes.

## Pontos quilométricos

### Região de Arica e Parinacota
- Percurso: 164 km (km 0 a 164)
- km 0,0: cruza com a Ruta Pan-americana Arica - La Serena (ao norte: Arica, ao sul: Iquique e Antofagasta).
- km 64,6: cruza com a ruta A-35 (ao sul: Codpa e Guañacagua).
- km 75,2: interseção (ao sul: Cobija).
- km 91,4: interseção (ao leste: Enquelga e salar de Surire).
- km 138,3: interseção (ao oeste: Pachama).
- km 154,9: interseção (ao oeste: Murmuntani).
- km 156,1: interseção (ao leste: Guallatiri e salar de Surire).
- km 164,3: Paradero Zapahuira, cruza com a ruta 11-CH (ao oeste: Arica, ao leste: Putre e Bolívia).